# Team SD Worx-Protime/Saison 2025
Diese Liste beschreibt die Mannschaft und die Siege des Radsportteams SD Worx-Protime in der Saison 2025.

## Mannschaft
| Teamkader 2025              | Teamkader 2025     | Teamkader 2025     | Teamkader 2025                    |
| Name                        | Geburtsdatum       | Land               | Vorheriges Team                   |
| --------------------------- | ------------------ | ------------------ | --------------------------------- |
| Mischa Bredewold            | 20. Juni 2000      | Niederlande        | Parkhotel Valkenburg (2022)       |
| Elena Cecchini              | 25. Mai 1992       | Italien            | Canyon-SRAM Racing (2020)         |
| Femke Gerritse              | 14. Mai 2001       | Niederlande        | Parkhotel Valkenburg (2023)       |
| Barbara Guarischi           | 10. Februar 1990   | Italien            | Movistar Team (2022)              |
| Steffi Häberlin             | 11. Dezember 1997  | Schweiz            |                                   |
| Mikayla Harvey              | 7. September 1998  | Neuseeland         | UAE Team ADQ (2024)               |
| Julia Kopecký               | 10. August 2004    | Tschechien         | AG Insurance-Soudal NXTG (2024)   |
| Lotte Kopecky               | 10. November 1995  | Belgien            | Liv Racing (2021)                 |
| Marta Lach                  | 26. Mai 1997       | Polen              | Ceratizit-WNT Pro Cycling (2024)  |
| Femke Markus                | 17. November 1996  | Niederlande        | Parkhotel Valkenburg (2022)       |
| Skylar Schneider            | 3. September 1998  | Vereinigte Staaten | Miami Blazers (2024)              |
| Marie Schreiber             | 17. April 2003     | Luxemburg          | Acrog-Tormans/Balen BC (2023)     |
| Geerike Schreurs            | 19. Mai 1989       | Niederlande        | Sengers (2013)                    |
| Laura Stigger               | 25. September 2000 | Österreich         |                                   |
| Chantal van den Broek-Blaak | 22. Oktober 1989   | Niederlande        | Specialized-Lululemon (2014)      |
| Anna van der Breggen        | 18. April 1990     | Niederlande        | Rabo Liv Women (2016)             |
| Kata Blanka Vas             | 3. September 2001  | Ungarn             | Doltcini-Van Eyck-Proximus (2021) |
| Lorena Wiebes               | 17. März 1999      | Niederlande        | Team DSM (2022)                   |
|                             |                    |                    |                                   |
| Quelle: ProCyclingStats     |                    |                    |                                   |

## Siege
| Siege    | Siege                                  | Siege                        | Siege  | Siege            | Siege |
| Datum    | Rennen                                 | Staat                        | Klasse | Sieger           |       |
| -------- | -------------------------------------- | ---------------------------- | ------ | ---------------- | ----- |
| 6. Feb.  | UAE Tour, 1. Etappe                    | Vereinigte Arabische Emirate | 2.WWT  | Lorena Wiebes    |       |
| 7. Feb.  | UAE Tour, 2. Etappe                    | Vereinigte Arabische Emirate | 2.WWT  | Lorena Wiebes    |       |
| 9. Feb.  | UAE Tour, 4. Etappe                    | Vereinigte Arabische Emirate | 2.WWT  | Lorena Wiebes    |       |
| 14. Feb. | Setmana Ciclista Valenciana, 2. Etappe | Spanien                      | 2.Pro  | Mischa Bredewold |       |
| 2. Mär.  | Omloop van het Hageland                | Belgien                      | 1.1    | Femke Gerritse   |       |
| 4. Mär.  | Le Samyn des Dames                     | Belgien                      | 1.1    | Lorena Wiebes    |       |
| 19. Mär. | Nokere Koerse                          | Belgien                      | 1.Pro  | Marta Lach       |       |
| 22. Mär. | Milano–Sanremo Donne                   | Italien                      | 1.WWT  | Lorena Wiebes    |       |
| 27. Mär. | Classic Brugge-De Panne                | Belgien                      | 1.WWT  | Lorena Wiebes    |       |
| 30. Mär. | Gent-Wevelgem                          | Belgien                      | 1.WWT  | Lorena Wiebes    |       |
| 6. Apr.  | Flandern-Rundfahrt                     | Belgien                      | 1.WWT  | Lotte Kopecky    |       |
| 20. Apr. | Amstel Gold Race                       | Niederlande                  | 1.WWT  | Mischa Bredewold |       |

## UCI-Weltranglisten-Platzierungen
| UCI-Ranking | UCI-Ranking | UCI-Ranking | UCI-Ranking |
| Fahrer      | Fahrer      | Land        | Punkte      |
| ----------- | ----------- | ----------- | ----------- |